# Szejch Mazari
Szejch Mazari (perski: شيخ مزاري) – wieś w Iranie, w ostanie Azerbejdżan Zachodni. W 2006 roku liczyła 336 mieszkańców w 65 rodzinach.